# Leonino Da Zara
Leonino Da Zara, all'anagrafe Leonino Ottorino Umberto Da Zara (Padova, 11 agosto 1888 – Roma, 6 agosto 1958), è stato un aviatore, pilota automobilistico e scrittore italiano, pioniere dell'Aeronautica italiana, fondatore del primo Aero Club italiano, nonché del primo aeroporto privato d'Italia.
Affascinato dal futurismo, influenzato dall'amicizia con Gabriele D'Annunzio, e certo aiutato dalla disponibilità economica di cui godeva, fu una figura gaudente, carismatica, portata all'avventura.

## Biografia

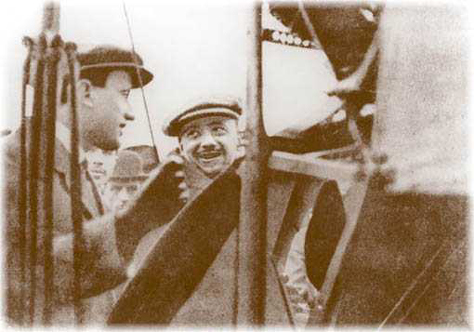
Leonino da Zara con Gabriele D'Annunzio

Nasce a Padova, figlio naturale di Elvira Lunardi, cameriera in casa Da Zara; riconosciuto un anno dopo da Leone, che poco dopo sposa civilmente Elvira, cresce nella grande proprietà famigliare a Casalserugo, dove suo padre Leone (consigliere comunale per un trentennio, filantropo, membro dell'élite padovana) possiede vastissimi terreni (oltre 2300 ettari) e numerosi immobili di gran pregio. Il nonno, l'ebreo Moisè, era considerato uno degli uomini più ricchi del Veneto.
La famiglia dura poco, nel 1895 i genitori si dividono e Leonino viene messo in collegio a Venezia, Convitto Nazionale Foscarini, che lo accetta a fatica perché di salute molto cagionevole Finisce le scuole a Padova e si iscrive all'Università, giurisprudenza, superando tutti gli esami, senza mai prepararsi per la laurea.
Nel 1914, il giovane barone padovano ebbe perfino un'esperienza cinematografica: partecipò ad un film girato "dal vero", nei panni di sé stesso. La pellicola Voli di Da Zara venne distribuita in diverse sale cinematografiche sul territorio italiano.

### Pilota
Giovanissimo si appassiona ai motori, sperimenta la guida di diversi mezzi e, appena ventenne, fonda l'Automobile Club del Veneto, di cui diventa anche il primo presidente. Prende così ad organizzare eventi dedicati alle corse, come la Padova-Bovolenta, gara ribattezzata "Record 10 km", cui spesso partecipa alla guida di una Züst. Tale esperienza termina drammaticamente con l'edizione 1908, in seguito ad una serie di incidenti che coinvolgono i piloti ed il numerosissimo (50000 persone) pubblico, con feriti gravi ed un morto.
Prima di abbandonare definitivamente le automobili per dedicarsi agli aeroplani, Leonino si concede un addio in grande stile: il 9 maggio 1909, a Modena, stabilisce il nuovo record mondiale sul miglio, per poi successivamente fare altrettanto con quella sulla distanza dei 500 metri, primati stabiliti entrambi alla guida di una SPA 120HP.

### Aviatore

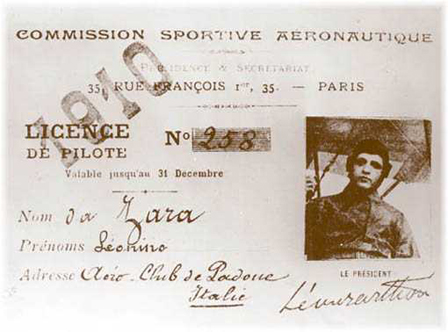
Il brevetto di volo di Leonino da Zara

Lasciati i motori, si dedica con tutto se stesso alla passione che già da tempo lo coinvolgeva, quella per la nascente aviazione, di cui sarà autentico pioniere. Nel 1910 consegue il brevetto di pilota aviatore numero 7 concesso in Italia, ma le sue esperienze di volo erano iniziate ben prima, alla guida di un biplano Farman con motore 50 cv Gnome, da lui acquistato a Mourmelon-le-Grand.
L'anno precedente a Leonino era toccato l'onore di pilotare il primo monoplano di produzione italiana, l'Aerocurvo Ponchielli-Miller, costruito a Torino presso le "Officine Miller Costruzioni Aeronautiche" di Franz Miller, sul circuito di Brescia.
Sempre nel 1909, infatti, Leonino aveva costruito il primo aeroporto civile d'Italia. La sua scelta ricadde su alcuni terreni di sua proprietà in frazione Ronchi (da allora ribattezzata Ronchi del Volo), al confine tra Casalserugo e Bovolenta: prato, pista, hangar di legno e mattoni dipinti in azzurro per il ricovero dei velivoli. L'inaugurazione, il giorno 15 novembre, richiamò gran pubblico e tutte le autorità civili, militari e religiose; questo il testo del messaggio che l'aviatore fece pervenire al re Vittorio Emanuele III:
(Telegramma del barone Leonino da Zara a S.A.R., 15 novembre 1909.)
Contributo fondamentale fu anche quello che il barone padovano diede alla nascita della Base aerea di Aviano, la quale venne infatti inizialmente intitolata proprio a lui.

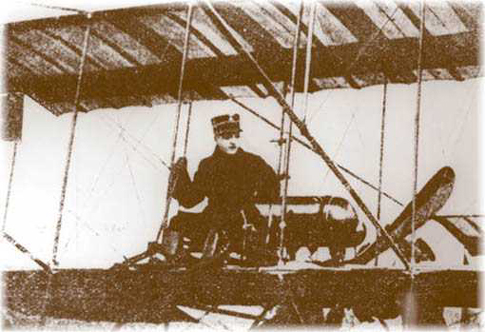
Leonino sul suo Farman nel 1909

Nel 1910, Da Zara fondò l'Aero Club d'Italia, assumendone la presidenza; la carica di presidente onorario venne assegnata al Duca degli Abruzzi. Successivamente, l'ente contribuirà alla nascita dell'omologo nazionale (di cui egli sarà vicepresidente), e allora lo stesso pioniere fonderà a Padova l'Aero Club locale.
L'anno seguente, l'aeroporto di Ronchi fu riconosciuto anche come campo d'aviazione militare; nel frattempo avevano preso a frequentarlo personaggi molto in vista, come rappresentanti della Real Casa, parlamentari, uomini e donne di spettacolo e cultura: fra questi ultimi, quel Gabriele D'Annunzio che di Leonino diverrà amico e sodale.
Quest'ultimo, intanto, si era fatto notare per il primo sorvolo sulla città di Padova, chiuso con un atterraggio in una Piazza d'Armi gremita da una folla osannante. Storico anche il volo effettuato in compagnia del cineoperatore Ettore Frollo, che a bordo del triplano Voisin da lui pilotato girò la prima ripresa filmica aerea mai realizzata in Italia.
Lo spirito da sportsman non abbandonava Leonino: con l'aviatore Thouvenot mise in campo perfino una scommessa - con in palio ben 10.000 lire - in una gara aerea di velocità (avrebbe vinto chi fra i due avesse raggiunto per primo il campo volo dell'avversario, partendo l'uno da Bovolenta e l'altro da Cameri).Nel frattempo, collezionava primati: nel giro di poco tempo fece suoi quelli di altezza, durata e distanza con passeggero.
Ma pure il patriottismo ed il senso civico, ereditati dall'illuminato genitore, albergavano in lui. Nel 1912, infatti, lanciò una sottoscrizione pubblica allo scopo di acquistare aerei per la nascente componente aeronautica del Regio Esercito; la Guerra di Libia aveva visto i primi esperimenti di utilizzo di velivoli a scopi militari, e all'orizzonte si profilava la prima guerra mondiale. Venne raccolta la ragguardevole cifra di 3.270.669,28 lire, ma la finalità del suo promotore venne in parte travisata, dal momento che tale ammontare di denaro verrà usato, l'anno successivo, per un rifinanziamento del Battaglione Aviatori.
L'ultima impresa aeronautica di Leonino fu l'organizzazione e la messa a punto, insieme a Gabriele D'Annunzio, del celebre "Volo su Vienna", il 9 agosto 1918.

### Scrittore
Anche con lo pseudonimo Faliano Emmanuele, D'Albert e Tito Quinto Domiziano
La personalità poliedrica del barone Da Zara emerge anche nella sua produzione letteraria. Solo in una seconda fase di questa (nel 1936) si dedicò alle sue grandi passioni, con la stesura e la pubblicazione di Storia del volo, uno dei primi volumi che si proponessero di ripercorrere gli anni del pionierismo.
In precedenza, infatti, si dedicò alla politica e quindi alla narrativa. Il primo volume recante il suo nome in copertina è "Discussioni e proposte di legge", dove esprime le sue posizioni politiche in maniera circostanziata e pragmatica, avvalendosi di una prefazione firmata da Arnaldo Mussolini, fratello minore di Benito. Poi, la sua produzione si diversifica.
Dapprima (nel 1928) con La strada dell'imperatore, che l'autore definì "raccolta d'impressioni" ambientata a Venezia; quindi con Historie, raccolta di suoi racconti data alle stampe nel 1929; infine, Leonino si cimentò pure col romanzo: nel 1934, fu la volta de Il segreto di Capri, che venne tradotto anche in francese e pubblicato oltralpe.
Nelle sue opere trattò senz'altro la gloria del volo, ma anche i problemi sociali e politici della sua epoca, specie nelle prime; gli ultimi romanzi sottolineano ancora una volta l'eclettismo che è tratto basilare del personaggio.

### Morte
Leonino, in vita, riuscì a dilapidare tutto l'immenso patrimonio famigliare, caricandosi pure di ingenti debiti. Morì a Roma, il 6 agosto del 1958, afflitto pure da sopravvenute tare mentali e in assoluta indigenza.

## Eventi postumi
Molti anni dopo la morte si accese una diatriba sulla sua salma: traslata dal cimitero del Verano ov'era sepolta, fu infatti portata e sepolta a Bovolenta, scatenando così le proteste dell'amministrazione comunale di Casalserugo che ritiene di vantar maggiori motivazioni per ospitarne il corpo.

## Vita privata
Si sposa nel 1911 con sua cugina Lina Da Zara, ma il matrimonio verrà annullato nel 1917 dal Tribunale di Milano, Lina Da Zara si sposerà qualche anno dopo con Taino Bonacossi. Leonino non avrà più una sua famiglia e ne soffrirà molto. Politicamente, fu di certo inizialmente affascinato dalla propaganda del fascismo, una delle prime tessere, frequentandone gli ambienti e criticandone apertamente alcuni aspetti, anche pubblicamente, tanto che un fascicolo è stato subito aperto a suo carico presso la Polizia di Stato. Di certo, era amico di Giuseppe Bottai, a casa del quale era ospite consueto, tanto che si dice sia lui ad averlo presentato a Mussolini.
La frequentazione di casa Mussolini e dei suoi figli, però, non impedì a Mussolini di farlo arrestare e anche di mandarlo al confino (Carmine Senise, Quando ero Capo della Polizia) per i suoi discorsi in pubblico e articoli di giornale critici verso la politica fascista.

## Opere
- La commedia delle maschere, teatro (pse: Emmanuele Faliano)
- Teatro: Cravatta rossa; Baciami sulla bocca,; Passo a due; Diritto d'estradizione; L'eredità;; La Compagnia della ventura; Evviva la vita; Alla Frontiera, teatro (pse:Emmanuele Faliano)
- Le ore che non tornano, poesie (pse: Emmanuele Faliano)
- I pellegrinaggi d'amore libri 1, 2, 3, Gli incantamenti 4 e 5, poesie (pse: Emmanuele Faliano
- Per la difesa aerea
- I nuovi redditi del bilancio dello Stato
- La statizzazione della pubblicità
- Provvidenze per il tempo di guerra
- Per il dopoguerra
- Discussioni e proposte di legge, con prefazione di Arnaldo Mussolini, Milano, Il Popolo d'Italia, 1923
- Il rinnovamento sociale-sportivo: le scolte d'Italia, Milano, Il Popolo d'Italia, 1925
- I partiti in Francia
- La strada dei Cesari
- Il teatro del popolo
- La leggenda degli amanti
- La prima sovrana
- Il vaticinio di Virgilio
- Canzoni: Vittoria, Inno Augusto, Mare nostro, Riviera regina, C'era una volta un re, Adieu Paname!, Salut à la reine
- Bonjour le jour
- L'Atlantide Capena
- La strada dell'imperatore, Firenze, Bemporad, 1928
- Historie, Firenze, Bemporad, 1929
- La capitale del mondo, Firenze, Bemporad, 1930
- L'isola imperiale (da "La capitale del mondo"), Firenze, Bemporad, 1931
- Il segreto di Capri, Roma, Orizzonti, 1934
- Storia del volo, Roma, Istituti Augustei, 1936
- Il dominio ignoto, Firenze, G.Agnelli, 1950
- Il nostro domani (autobiografico)